# Crocoite
La crocoite è un minerale, un cromato di piombo.
Il nome deriva dal greco κρὀκος krókos = zafferano, per il colore.
Descritta per la prima volta da Lomonosov nel 1763, mediante questo minerale Vacquelin scoprì il cromo dandogli questo nome per via di come colorava i minerali in cui era presente.

## Abito cristallino
Massivo, granulare, aciculare, in cristalli lunghi e molto lucenti. I cristalli sono prismatici, raramente romboedrici.

## Origine e giacitura
L'origine del minerale è secondaria, in vene di infiltrazione di cromo fuso e fluidificato, nelle parti ossidate dei giacimenti di piombo associata a svariati minerali tra cui mimetite e vanadinite, specialmente in quelli situati presso rocce eruttive ultrabasiche ricche di cromo. La paragenesi è con galena, limonite, quarzo, vauquelinite, embreyite, piromorfite, dundasite e vanadinite.
Perché si formi la crocoite è necessario che le acque arricchitesi di cromo, dopo aver reagito con rocce contenenti questo metallo, reagiscano con sali di piombo.

## Forma in cui si presenta in natura
Spesso si presenta in cristalli prismatici, allungati secondo l'asse verticale, striati secondo l'allungamento. Il minerale è piuttosto plastico. La crocoite è molto pesante e fragile, semidura e facilmente fusibile.

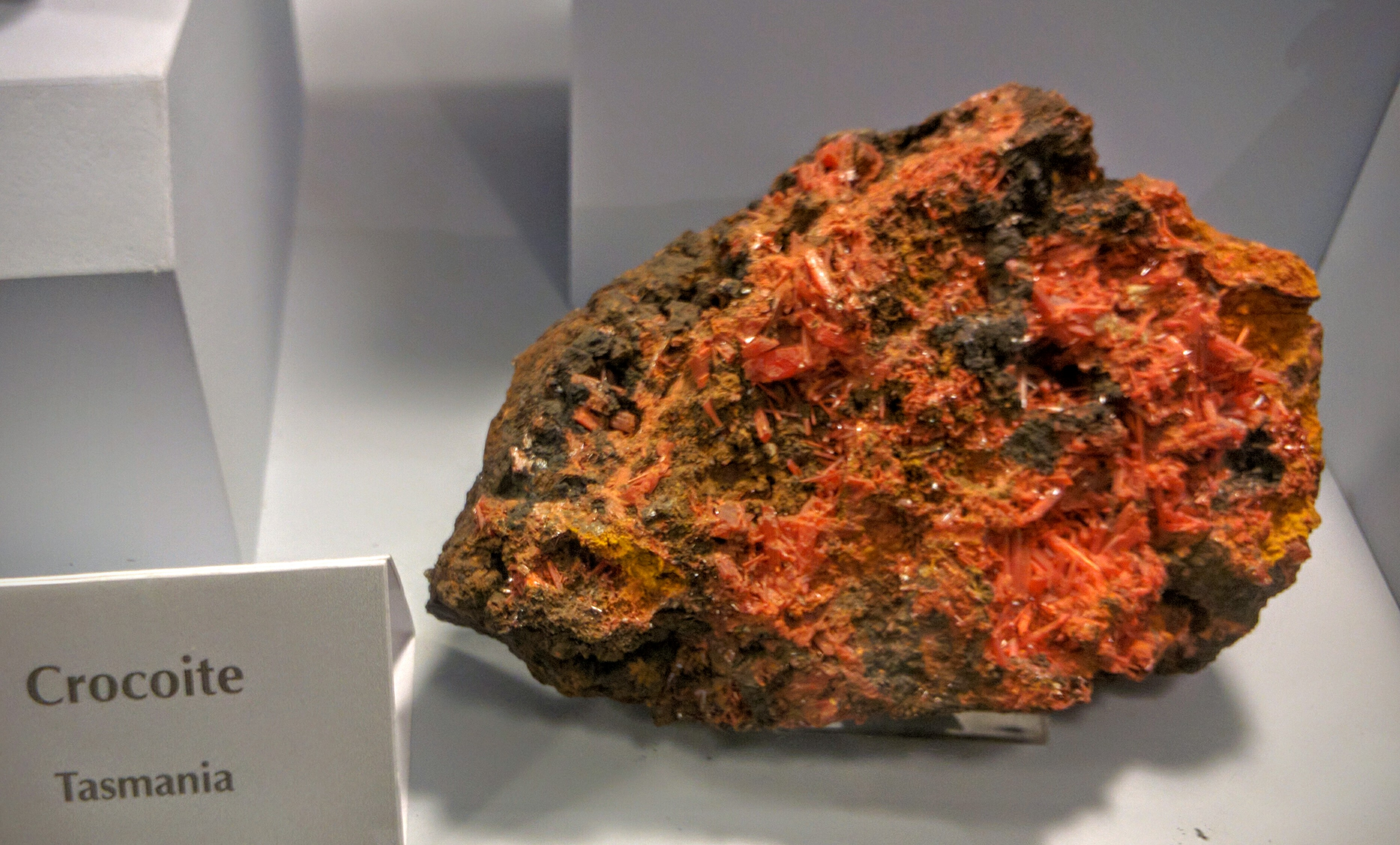
Crocoite

## Caratteristiche fisico-chimiche
È solubile in HCl caldo, liberando cloro e lasciando un residuo; alquanto solubile anche in KOH. Colora in verde smeraldo la perla di fosforo e la perla di borace. È settile (facilmente tagliabile in sottili lamine). Va pulito con acqua distillata o con gli ultrasuoni. Ha luminescenza bruno scura. Esposto alla luce perde di lucentezza.
- Peso molecolare: 323,19 grammomolecole[1]
- Indici quantici[1]:
  - fermioni: 0,15
  - bosoni: 0,85
- Densità di elettroni: 5,21 g/cm³[1]
- Indici di fotoelettricità[1]:
  - PE: 1156,55 barn/elettrone
  - ρ: 6024,79 barn/cm³
- Indice di radioattività: GRapi=0 (il minerale non è radioattivo)[1]

## Campioni notevoli
Il campione più grande di crocoite misura 11 cm x 4,5 cm fu trovato nell'isola della Tasmania e si trova in una collezione privata a Los Angeles.

## Località di ritrovamento
- In Europa: Berezovsk presso Sverdlovsk,[3][4][5] a Mursinka e a Nisme Tagilsk[5] negli Urali; in Romania[3]; a Obercallenberg, vicino Glauchau, in Germania; sulle Leadhills, in Scozia;
- In America:  a Goyabeira, nel Minas Gerais, in Brasile[3][4][5]; nell'Arizona ed in California (USA)[3][4].
- Resto del mondo: a Labo nell'isola di Luzon (Filippine)[3][4]; a da Dundas, in Tasmania[3][4][5] provengono i più belli[5] ed i più grandi cristalli (fino a 15 cm); nella miniera di Howard's Luke, ad Umtali, nello Zimbabwe; nella miniera Happy Jack, a Comet Vale, nell'Australia Occidentale.

## Simbologia
Dal 2000, la crocoite è l'emblema minerario dello Stato australiano della Tasmania.